# 아고라 (영화)
《아고라》(Ágora)는 2009년 공개된 스페인의 시대극 영화이다. 알레한드로 아메나바르 감독이 연출했고, 레이철 바이스, 맥스 밍겔라, 오스카 아이작이 출연했다. 로마 제국 말기를 배경으로 여성 수학자이자 천문학자 히파티아의 일대기를 다루었다.

## 줄거리
국내 일부 기독단체들의 상영거부 움직임의 대상이 되기도 한 이 영화는 히파티아(철학자)역에 레이첼 웨이즈가 출연해 더욱 관심을 얻었다.
영화 인물 중 알렉산드리아의 이방신을 섬기는 시민들과 전선을 만들었던 그리스도교의 영웅, 치릴로(370-444, 성 치릴로 주교/학자)는 이들 이교도에 대한 숙청에 성공하고, 주적이 사라지자 알렉산드리아의 권력을 차지하기 위해 본격적으로 유대인을 표적으로 삼았다. 이때 유대인들과 로마관리와 그리스도교도들이 모인 알렉산드리아 회담장에서 유대인은 이렇게 말한다. "이것보시오. 예수도 유대인이었소. 당신들은 근본도 모르는 자들이오! 예수는 유대인이었소!"
예수는 돌에 얻어 맞고 십자가에 죽임을 당했지만, 시릴을 비롯한 알렉산드리아 도시의 절반을 차지하는 그리스도교들은 성난 군중으로 묘사된다.
영화는 히파티아(여성철학자, 수학자)가 종교적 살인을 당하기까지의 과정을 알렉산드리아 도시의 비극과 맞추었다.

## 출연
- 레이철 바이스 - 히파티아
- 맥스 밍겔라 - 다보스
- 오스카 아이작 - 오레스테스
- 사미 사미르 - 키릴로스
- 마누엘 카우치 - 테오필로스
- 아쉬라프 바롬 - 암모니오스
- 마이클 론즈데일 - 테온
- 루퍼트 에번스 - 쉬네시우스
- 호마윤 에르샤디 - 아스파시우스

## 기타
- 라인프로듀서: 호세 루이스 에스코라
- 미술: 가이 헨드릭스 디아스
- 세트: 래리 디아스
- 특수음향: 펠릭스 베르게스
- 시각효과: 크리스 레이놀즈
- 분장: 잔 스웰
- 헤어: 수잔 스톡스-먼튼
- 의상: 가브리엘라 페스쿠치
- 배역: 지나 제이
- 배역: 에드워드 세이드

## 같이 보기
- 신무신론